# The Durutti Column
The Durutti Column est un groupe de post-punk britannique, originaire de Manchester, en Angleterre. Le groupe est formé par le guitariste et pianiste occasionnel Vini Reilly, souvent accompagné par Bruce Mitchell à la batterie, et Keir Stewart à la basse, aux claviers et à l'harmonica. Ils sont parmi les premiers à avoir signé au label Factory Records.

## Biographie

### Formation
The Durutti Column est le nom qu'utilise le musicien Vini Reilly  pour sortir ses disques. Le nom vient de la « colonne Durruti », la première armée de volontaires anarchistes partie de Barcelone, en 1936, combattre les franquistes. La différence d'orthographe dans le nom de Buenaventura Durruti est à noter.
Reilly a reçu une éducation musicale au piano, mais il est autodidacte à la guitare, qui sera son instrument de prédilection. Sa musique, souvent instrumentale, reflète cette absence de modèle dans son jeu de guitare, très personnel. The Durutti Column compte des musiciens qui travaillent régulièrement avec Reilly, tel le batteur Bruce Mitchell.

### Factory Records (1979–1990)
À la fin des années 1970, à Manchester, par le biais d'Alan Erasmus, Tony Wilson, tous deux cofondateurs de Factory Records, prennent sous leur protection un jeune homme fragile, Vini Reilly. En 1979, sort le premier disque du groupe The Return of the Durutti Column. Certains disques sont pressés sous le nom de la filiale belge du label, Factory Benelux. L'album est produit par Martin Hannett. Reilly explique : « ...il a plus ou moins eu des sons que personne d'autre pouvait comprendre et que je recherchais. Et il savait que je voulais jouer de la guitare électrique, mais que je ne voulais pas le résultat horriblement distordu, de la guitare électrique de base, et il l'a compris. » Concernant l'album, il explique que : « Je ne savais même pas que ça finirait par devenir un album. C'était plus une chance pour moi d'être en studio. Je ne me réveillais jamais à l'heure, Martin devait me virer du lit pour aller en studio,. »
Le style musical n'est pas le même que celui des autres groupes de post-punk à cette période. Reilly le considère plus comme de la « new wave » avec « ...un soupçon de trucs expérimentaux » ; il comprend neuf pistes instrumentales à la guitare qui incluent des éléments de jazz, folk, musique classique et de rock. Hannett y ajoutera des rythmes électroniques et autres effets sonores, dont ceux de la chanson Sketch for Summer. L'album s'accompagne d'un flexi-disque de deux morceaux de Hannett.
L'album LC (pour Lotta Continua (La Lutte Continue) organisation révolutionnaire italienne), est publié en 1981, et enregistré sans Hannett, mais avec le percussionniste Bruce Mitchell, le partenaire musical le plus fréquent de Reilly. Il s'accompagne d'une cassette quatre morceaux. L'EP Deux Triangles, publié en 1982, comprend trois pistes instrumentales. Another Setting (1983) est aussi de Reilly et Mitchell ; en 1984, le groupe recrute Richard Henry (trombone), Maunagh Fleming (cor anglais et oboe), Blaine Reininger (de Tuxedomoon ; violon), Mervyn Fletcher (saxophone), Caroline Lavelle (violoncelle), et Tim Kellett (trompette). L'album Without Mercy, mixé par John Metcalfe, devait être une évocation instrumentale du poème La Belle Dame sans merci de John Keats.
Say What You Mean comprend des percussions électroniques profondes. Kellett et Metcalfe se chargent de sa composition ; ils jouent aussi avec Reilly et Mitchell sur Circuses and Bread (Factory Benelux en 1985) et Domo Arigato. Kellett part rejoindre Simply Red, mais joue sur The Guitar and Other Machines (1987), leur premier album britannique enregistré en formats cassette numérique, cassette audio, vinyle, et CD.
Vini Reilly (1989), aussi produit par Reilly et Street, fait usage de sampling de chanteurs comme Otis Redding, Tracy Chapman, Annie Lennox et Joan Sutherland.

### Après Factory (depuis 1990)

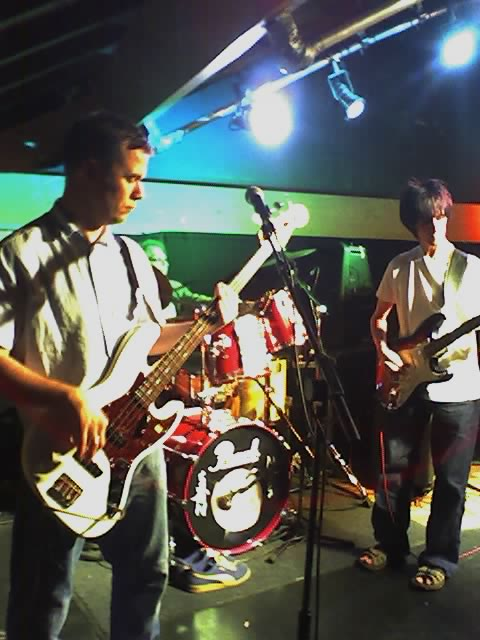
The Durutti Column en 2006.

Après l'enterrement du label Factory Records, les seuls albums publiés par Durutti Column sont Lips that Would Kiss (collection d'anciens singles, 1991), Dry (1991), et Red Shoes (1992). L'ancien membre Dave Rowbotham est tué par un agresseur inconnu en 1991. Sa mémoire est honorée avec le morceau Cowboy Dave des Happy Mondays. En 1993, Tony Wilson tente de raviver Factory Records, et Sex and Death devient le premier publié chez Factory Too (une branche de London Records). L'album est encore une fois produit par Stephen Street, Mitchell et Metcalfe, et fait participer, sur le morceau The Next Time, Peter Hook de New Order. Time was Gigantic ... When We Were Kids, qui suit en 1998, est produit par Keir Stewart. Fidelity est publié entre ces albums en 1996 par Les Disques du Crépuscule et produit par Laurie Laptop.
Les huit albums enregistrés pour Factory (The Return of the Durutti Column, LC, Another Setting, Without Mercy, Domo Arigato, The Guitar and Other Machines, Vini Reilly and Obey the Time) sont réédités par Factory Too/London, sous la bannière Factory Once, entre 1996 et 1998. En 1998, Durutti Column contribue avec It's Your Life Baby à la compilation de charité Onda Sonora: Red Hot + Lisbon produit par la Red Hot Organization.
Factory Too met fin à ses activités en 1998, et les albums de Durutti Column seront publiés sur des labels indépendants Artful Records (Rebellion en 2001, Someone Else's Party en 2003, Keep Breathing en 2006, Idiot Savants en 2007) ou Kookydisc (Tempus Fugit en 2004, Sunlight to Blue... Blue to Blackness en 2008).
Le 7 septembre 2009, Colin Sharp meurt d'une hémorragie cérébrale. En septembre 2010, Vini Reilly est victime d’une attaque cérébrale, mais il reprend assez rapidement la musique. Il souffre d'un troisième accident cérébral en 2011. En automne 2012 sort l'album Short Stories from Pauline, à l'origine enregistré en 1983.

## Discographie

### Albums studio
- 1979 : The Return of the Durutti Column (Factory)
- 1981 : LC (Factory)
- 1982 : Another Setting (Factory)
- 1983 : Amigos em Portugal (Fundação Atlántica)
- 1984 : Without Mercy (Factory)
- 1986 : Circuses and Bread (Factory)
- 1986 : Domo Arigato
- 1987 : The Guitar and Other Machines (Factory)
- 1989 : Vini Reilly (Factory)
- 1990 : Obey the Time (Factory)
- 1991 : Dry (Materiali Sonori, MASO)
- 1992 : Red Shoes
- 1995 : Sex and Death
- 1998 : Time was GIGANTIC...When we were Kids
- 2001 : Rebellion  (2001)
- 2002 : Return of the Sporadic Recordings
- 2004 : The Best of The Durutti Column
- 2006 : Keep Breathing
- 2007 : Idiot Savants
- 2009 : A Paean to Wilson
- 2012 : Short Stories for Pauline
- 2023 : Ré-édition de Time was GIGANTIC ..., par London records[13].

### Singles
- 1980 : Lips that Would Kiss (Factory)
- 1982 : Deux Triangles  (Factory)
- I Get Along Without You Very Well (Factory)
- Tomorrow  (Factory Benelux)

### EP
- Say What You Mean (Factory)
- 1989 : I Know Very Well How I Got My Note Wrong (Vincent Gerard & Steven Patrick) (Factory)